# Skillinge
Skillinge è un'area urbana della Svezia situata nel comune di Simrishamn, contea di Scania.
La popolazione rilevata nel censimento 2010 era di 859 abitanti .